# Palais Škoda
Le palais Škoda est un édifice Art Déco tardif situé à Prague, en Tchéquie. Il abrite depuis 2004 l'hôtel de ville. Situé rue Jungmannova, il est construit en 1929 pour la société Škoda, d'après un projet de l'architecte Pavel Janák, à qui l'on doit le Palais Adria, à Prague également. 
L'immeuble de bureaux adjacent de la rue Charvátova date de 1937. Aujourd'hui encore, les deux bâtiments satisfont aux exigences les plus strictes grâce à leur disposition flexible des bureaux et des espaces communs. Les bâtiments sont accessibles par plusieurs entrées, ce qui permet de diviser facilement les intérieurs en sections indépendantes. Le palais a servi de siège au groupe énergétique ČEZ de 1994 à 2004.

## Histoire

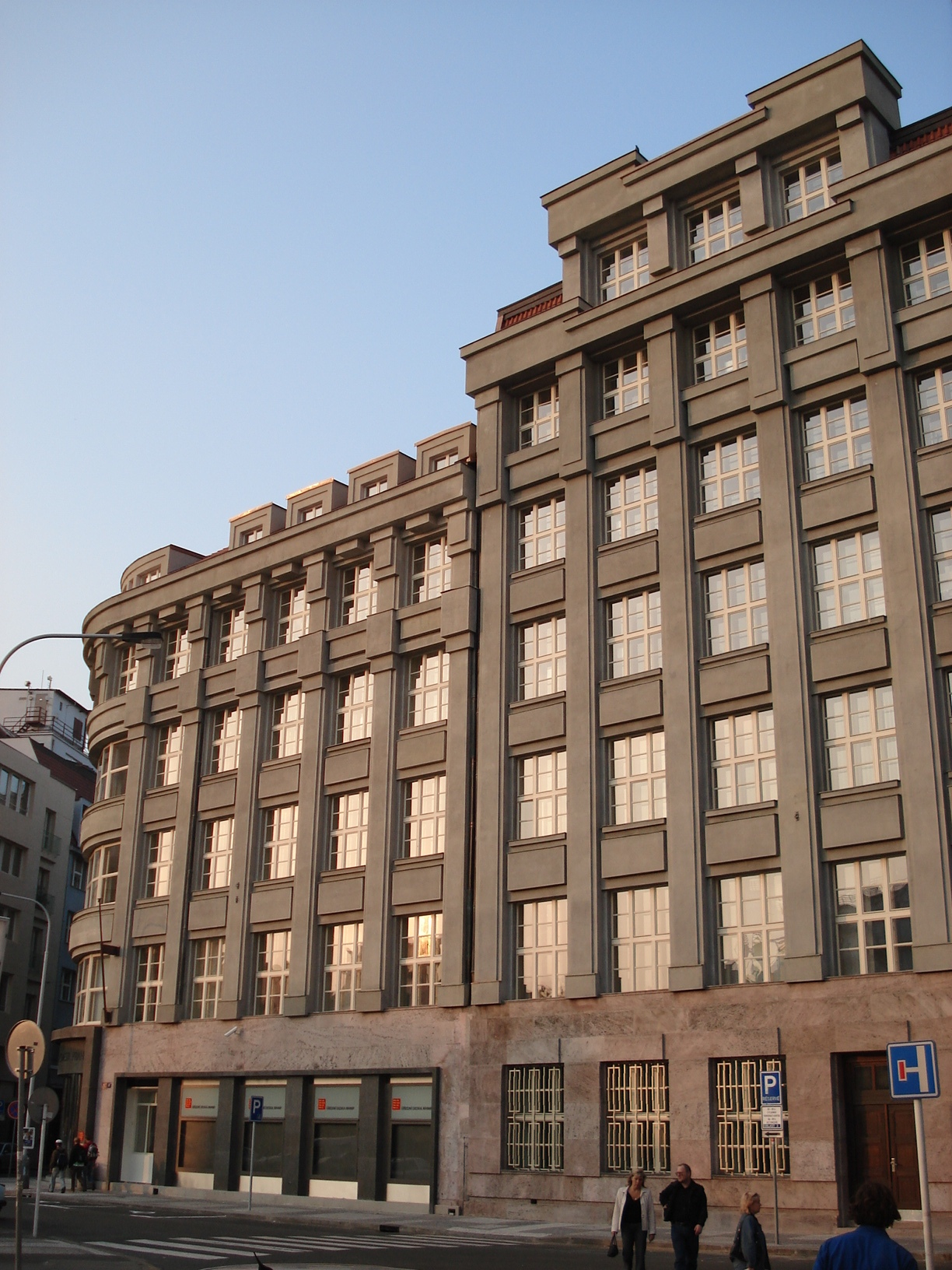
Palais Skoda

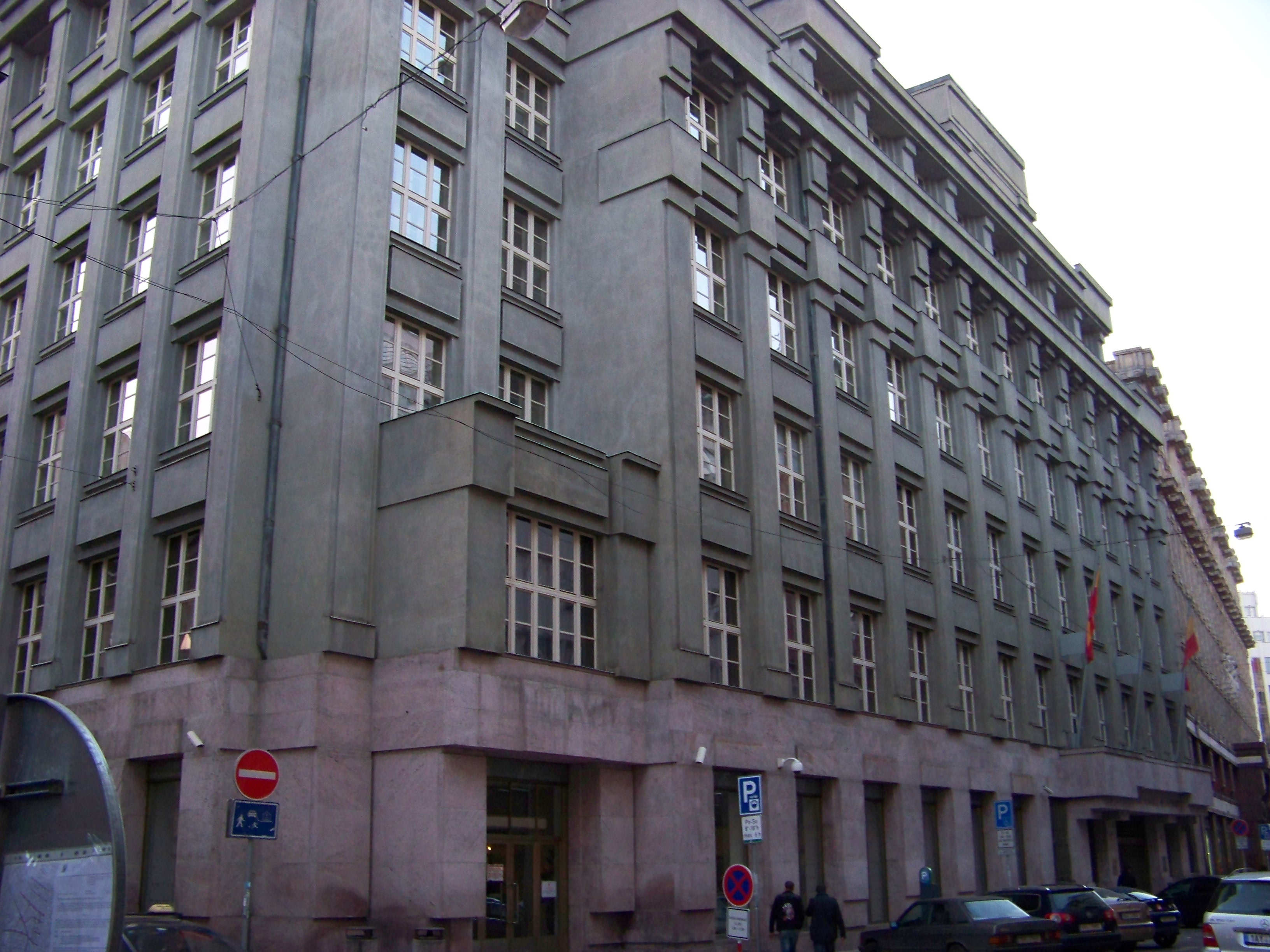
Palais Skoda

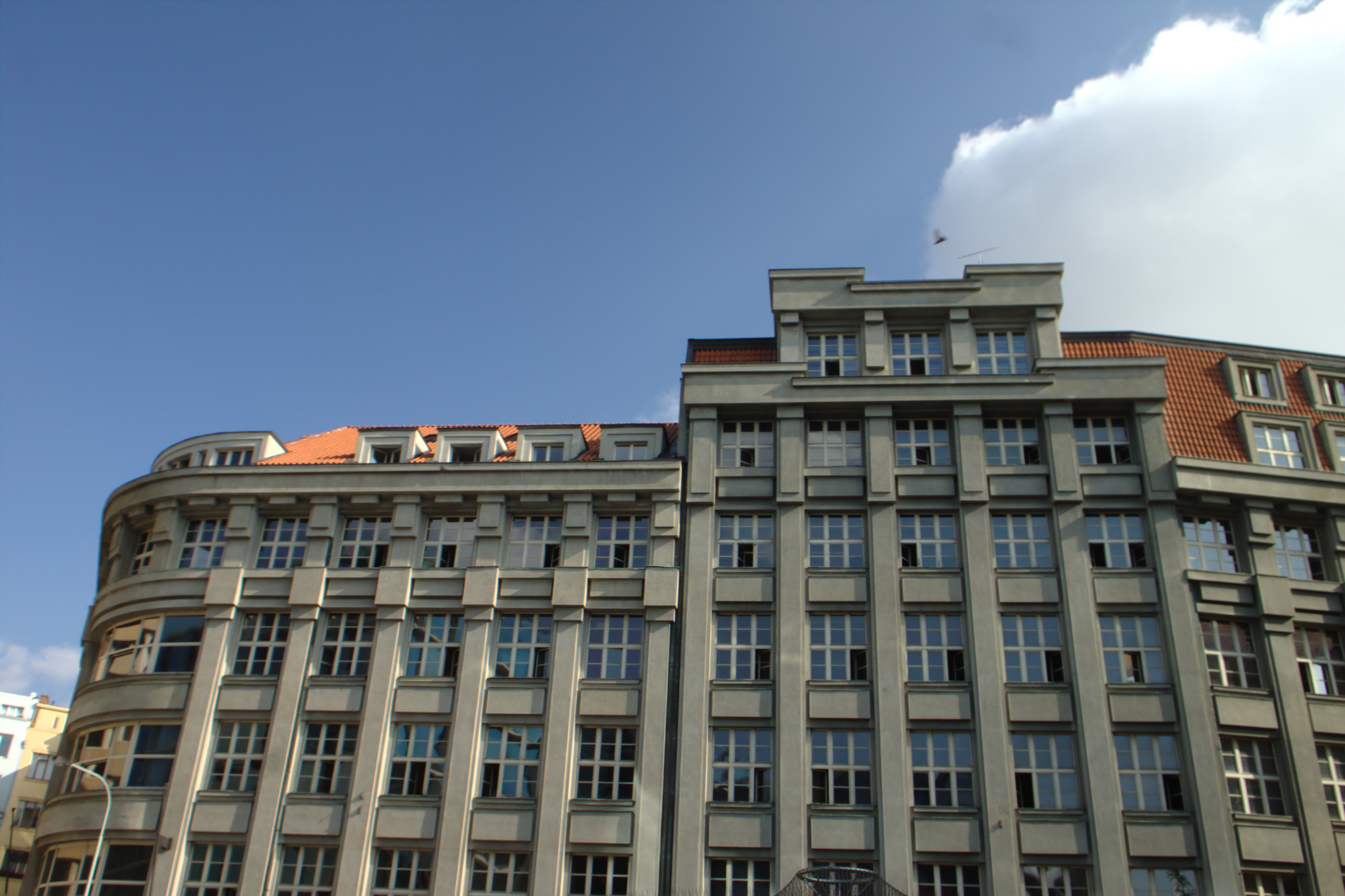
Palais Skoda

L'édifice se trouve dans la Ville Nouvelle et a été construit au tournant des années 1920 et 1930 sur le site de plusieurs maisons. Il est destiné à servir d'immeuble de bureaux et à abriter le siège social de Škoda Plzeň[pas clair]. Pavel Janák en est l'architecte ; la construction est confiée à l'entreprise Nekvasil située dans le quartier de Karlín.
La construction est achevée vers 1926 mais le bâtiment est modifié jusque dans les années 1930, principalement en remodelant l'angle des rues Jungmannova et Charvátova où une concession automobile est construite.
Le palais Škoda abrite actuellement certains départements de la mairie de Prague, par exemple les départements de l'environnement, de la culture ou des transports ainsi qu'une salle d'archivage au rez-de-chaussée.